# Overture for a festival (Moeran)
Overture for a festival is een compositie van Ernest John Moeran. De originele titel luidt uitsluitend Overture. Het is een werk, dat  geschreven is voor piano solo. Het bleef alleen in manuscriptvorm bewaard, voorts is het onbekend of het ooit in die vorm is uitgevoerd. Het is daarom ook onbekend voor welke andere muziek deze ouverture is geschreven. Men vermoedt dat het is geschreven in de begin jaren dertig aangezien kenners van Moerans werk gelijkenis zien met diens eerste symfonie.
In 1994 heeft Rodney Newton het werk georkestreerd. Die versie kreeg op 6 oktober 1994 haar première tijdens het Norfolk and Norwich Festival te Norwich. Echt populair was het niet; het verscheen pas in 2011 op een geluidsdrager.